# Christerode
Christerode ist ein Ortsteil der Stadt Neukirchen im nordhessischen Schwalm-Eder-Kreis.

## Geographie
Christerode liegt am westlichen Rand des Knüllgebirges. Im Westen schließt sich die Schwalm an. Christerode liegt rund 3,5 km östlich der Kernstadt Neukirchen. Die nächstgrößeren Städte sind Kassel (etwa 50 Kilometer nördlich), Marburg (etwa 40 Kilometer westlich), Fulda (etwa 40 Kilometer südöstlich) und Bad Hersfeld (etwa 25 Kilometer östlich).

## Geschichte

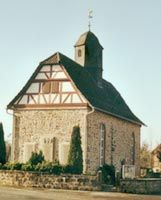
Christeröder Kirche

Die älteste bekannte schriftliche Erwähnung von Christerode erfolgte unter dem Namen Cristinrode im Jahr 1330. Inhalt der Urkunde war der Verkauf eines „Gutes, das gelegen ist in dem Dorf zu Christinrade“ vom Konrad von Reckerode an den Grafen Johann von Ziegenhain, der dafür die Mühle zu Hausen als Lehnsbesitz erhielt. Im Jahr 1981 wurde das 650-jährige Bestehen gefeiert.
Das Dorf verdankt seine Entstehung vermutlich einer Fliehburg auf dem unweit gelegenen Burgberg (Kristenstein), welche den Bewohnern der umliegenden Orte Schutz bot.
Eine weit verbreitete Sage führt den Ortsnamen Christerode auf die vier Brüder Christian, Adolf, Friedrich und Albert zurück, welche die Dörfer Christerode, Olberode, Friedigerode und Asterode gegründet haben sollen.
Im Zuge der Gebietsreform in Hessen wurden zum 31. Dezember 1971 die bis dahin selbständigen Gemeinden Asterode, Christerode, Hauptschwenda, Nausis, Riebelsdorf und Rückershausen auf freiwilliger Basis nach Neukirchen eingegliedert. Für die eingegliederten Gemeinden sowie für die Kernstadt Neukirchen wurde je ein Ortsbezirk mit Ortsbeirat und Ortsvorsteher nach der Hessischen Gemeindeordnung gebildet.

## Bevölkerung
Einwohnerstruktur 2011
Nach den Erhebungen des Zensus 2011 lebten am Stichtag, dem 9. Mai 2011, in Christerode 282 Einwohner. Darunter waren keine Ausländer.
Nach dem Lebensalter waren 39 Einwohner unter 18 Jahren, 129 zwischen 18 und 49, 60 zwischen 50 und 64 und 54 Einwohner waren älter. Die Einwohner lebten in 111 Haushalten. Davon waren 21 Singlehaushalte, 36 Paare ohne Kinder und 48 Paare mit Kindern, sowie 6 Alleinerziehende und 3 Wohngemeinschaften. In 24 Haushalten lebten ausschließlich Senioren und in 75 Haushaltungen lebten keine Senioren.
Einwohnerentwicklung
| Quelle: Historisches Ortslexikon |                                   |
| • 1585:                          | 39 Hausgesesse                    |
| • 1639:                          | 15 Männer, 8 Witwen, 16 Unmündige |
| • 1681:                          | 26 Hausgesesse, zwei Ausschuss    |
| • 1778:                          | 38 Häuser mit 204 Einwohnern      |

| Christerode: Einwohnerzahlen von 1778 bis 2020 | Christerode: Einwohnerzahlen von 1778 bis 2020 | Christerode: Einwohnerzahlen von 1778 bis 2020 | Christerode: Einwohnerzahlen von 1778 bis 2020 | Christerode: Einwohnerzahlen von 1778 bis 2020 |
| --- | ---------------------------------------------- | ---------------------------------------------- | ---------------------------------------------- | ---------------------------------------------- |
| Jahr |                                                |                                                |                                                | Einwohner                                      |
| 1778 | 1778                                           |                                                | 204                                            | 204                                            |
| 1800 | 1800                                           |                                                | ?                                              | ?                                              |
| 1834 | 1834                                           |                                                | 279                                            | 279                                            |
| 1840 | 1840                                           |                                                | 327                                            | 327                                            |
| 1846 | 1846                                           |                                                | 323                                            | 323                                            |
| 1852 | 1852                                           |                                                | 333                                            | 333                                            |
| 1858 | 1858                                           |                                                | 307                                            | 307                                            |
| 1864 | 1864                                           |                                                | 309                                            | 309                                            |
| 1871 | 1871                                           |                                                | 299                                            | 299                                            |
| 1875 | 1875                                           |                                                | 287                                            | 287                                            |
| 1885 | 1885                                           |                                                | 293                                            | 293                                            |
| 1895 | 1895                                           |                                                | 268                                            | 268                                            |
| 1905 | 1905                                           |                                                | 288                                            | 288                                            |
| 1910 | 1910                                           |                                                | 295                                            | 295                                            |
| 1925 | 1925                                           |                                                | 274                                            | 274                                            |
| 1939 | 1939                                           |                                                | 265                                            | 265                                            |
| 1946 | 1946                                           |                                                | 398                                            | 398                                            |
| 1950 | 1950                                           |                                                | 370                                            | 370                                            |
| 1956 | 1956                                           |                                                | 302                                            | 302                                            |
| 1961 | 1961                                           |                                                | 298                                            | 298                                            |
| 1967 | 1967                                           |                                                | 303                                            | 303                                            |
| 1980 | 1980                                           |                                                | ?                                              | ?                                              |
| 1990 | 1990                                           |                                                | ?                                              | ?                                              |
| 2000 | 2000                                           |                                                | ?                                              | ?                                              |
| 2011 | 2011                                           |                                                | 282                                            | 282                                            |
| 2020 | 2020                                           |                                                | 267                                            | 267                                            |
| Datenquelle: Historisches Gemeindeverzeichnis für Hessen: Die Bevölkerung der Gemeinden 1834 bis 1967. Wiesbaden: Hessisches Statistisches Landesamt, 1968. Weitere Quellen: LAGIS; Stadt Neustadt; Zensus 2011 |                                                |                                                |                                                |                                                |

Historische Religionszugehörigkeit
| Quelle: Historisches Ortslexikon |                                                                   |
| • 1861:                          | 303 evangelisch-reformierte Einwohner                             |
| • 1885:                          | 293 evangelische (= 100 %) Einwohner                              |
| • 1961:                          | 263 evangelische (= 88,26 %), 19 katholische (= 6,38 %) Einwohner |

Historische Erwerbstätigkeit
| • 1778: | zwei Schmiede, drei Maurer, drei Schneider, ein Ziegelbrenner, zwei Wagner, 10 Leineweber, zwei Müller, ein Schäfer, sieben Tagelöhner(-innen); 12 ernähren sich vom Ackerbau. |
| • 1838  | Familien: 27 Ackerbau, 12 Gewerbe, 14 Tagelöhner |
| • 1961  | Erwerbspersonen: 107 Land- und Forstwirtschaft, 35 produzierendes Gewerbe, 7 Handel und Verkehr, 25 Dienstleistungen und Sonstiges                                             |

## Politik
Für Christerode besteht ein Ortsbezirk (Gebiete der ehemaligen Gemeinde Christerode) mit Ortsbeirat und Ortsvorsteher nach der Hessischen Gemeindeordnung. Der Ortsbeirat besteht aus fünf Mitgliedern.
Bei den Kommunalwahlen in Hessen 2021 betrug die Wahlbeteiligung zum Ortsbeirat Christerode 73,28 %. Alle Kandidaten gehörten der „Christeröder Bürgerliste“ an. Der Ortsbeirat wählte Markus Diebel zum Ortsvorsteher.

## Kultur und Sehenswürdigkeiten
Für die unter Denkmalschutz stehenden Kulturdenkmäler des Ortes siehe die Liste der Kulturdenkmäler in Christerode.

### Kirche
Die Christeroder Kirche gehört zum Kirchspiel Schwarzenborn. Die ältesten Teile des heutigen Gebäudes stammen aus dem Mittelalter, Teile des Fundaments eventuell aus der Romanik. Die Kirche ist ein schlichter Saalbau, dessen Decke über einem Längsunterzug auf einer einzigen mächtigen Eichensäule ruht. Der Innenraum beinhaltet Sitzbänke, den Altar sowie die erhöhte Kanzel und einen Rang mit der Orgel und weiteren Sitzbänken. Das Gebäude wurde vor wenigen Jahren als einsturzgefährdet eingestuft, sodass es umfassend saniert werden musste. Während dieser Zeit fanden die Gottesdienste im Christeroder Dorfgemeinschaftshaus statt. Die um 1912 von Orgelbauer Peter Battenberg gebaute Orgel wurde 2001 ebenfalls restauriert. An der Außenwand der Kirche sind drei Gedenktafeln angebracht, auf denen die Namen der in Kriegen vermissten und gefallenen Christeroder zu lesen sind.

### Wasserfall

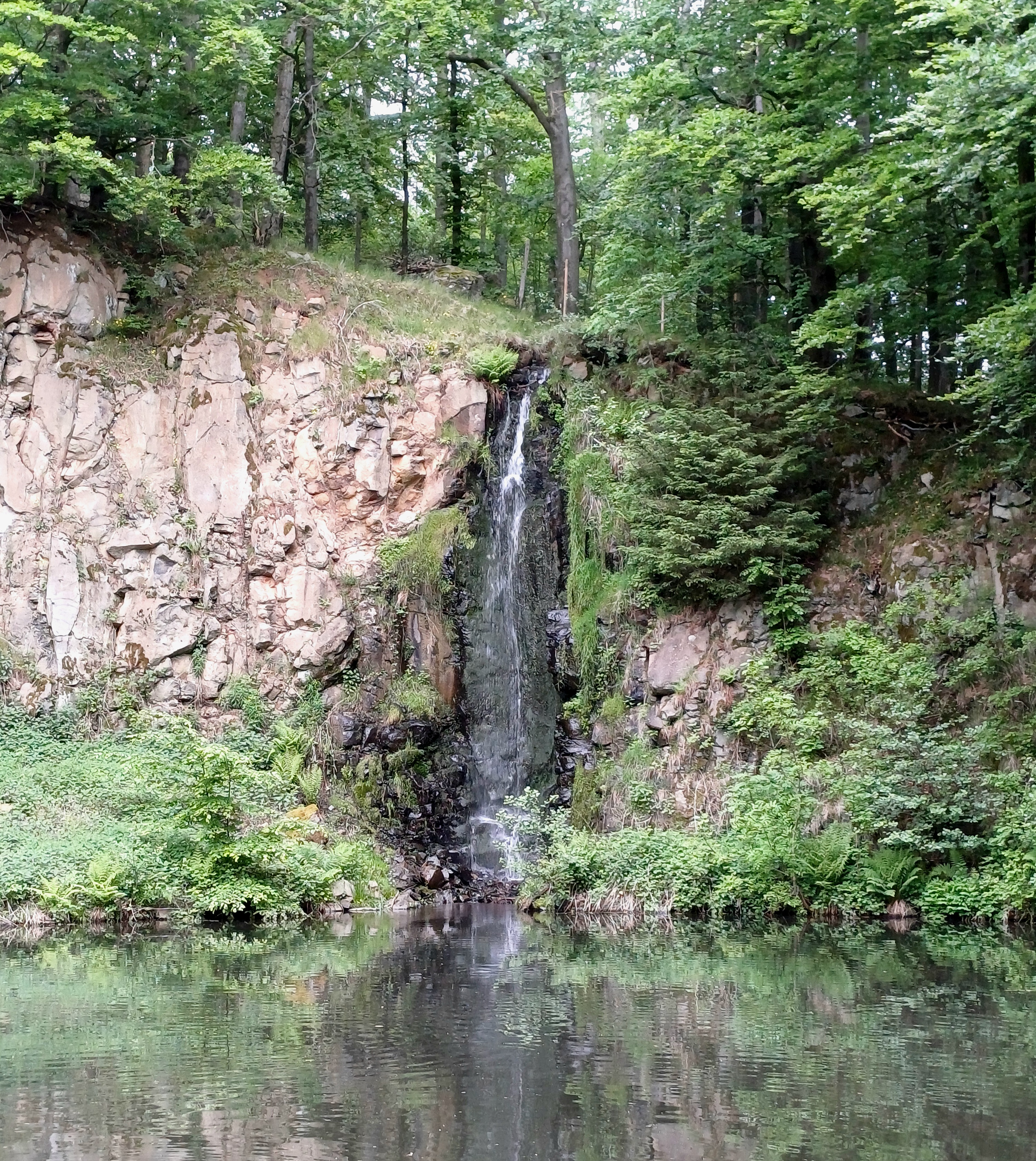
Christeroder Wasserfall

Dort, wo sich der Buchenbach in einer schattigen, engen Schlucht zwischen den Felsen hindurch zwängt, war schon immer ein natürlicher Wasserfall. Direkt davor begann man Anfang der 1920er Jahre in einem kleinen Basaltbruch Steine für den Wegebau abzubauen. Als der Betrieb stillgelegt wurde, verfiel der Bruch nach und nach und wurde als wilde Mülldeponie zweckentfremdet. Mit Beginn der Flurneuordnung in Christerode 1971 wurde der Plan entworfen, diesen ehemaligen Steinbruch zu einem kleinen Weiher auszubauen. Als Wasserzuführung wurde ein ebenfalls verfallener Bewässerungsgraben erneuert. So entstand der heutige Wasserfall, der über eine etwa 11 m hohe Steilwand in den Weiher fällt. Die Wasserfallhütte wurde von den Christeröder Bürgern in Eigenleistung errichtet. Die gesamte Anlage wurde in 1974 in Betrieb genommen und wird seither durch den Angelverein Christerode 1974 e.V. unterhalten und gepflegt.

### Regelmäßige Veranstaltungen
Jährlich finden folgende Veranstaltungen in Christerode statt:
- Zur Zeltkirmes treffen sich die Einwohner des Dorfes und Gäste aus den benachbarten Orten im Kirmeszelt zu Tanz und Beisammensein. Sie findet am dritten Wochenende im August statt.
- Am ersten Mai veranstaltet die Burschenschaft Christerode am Christeroder Wasserfall die Maifeier, die hauptsächlich von den Bewohnern Christerodes und Wanderern aus den umliegenden Orten besucht wird.

### Vereine
In Christerode sind sieben Vereine heimisch. Unter anderem die Freiwillige Feuerwehr, die Burschenschaft, der Radfahrerverein Edelweiss Christerode und der Angelverein Christerode 1974 e.V.